# Laetesia mollita
Laetesia mollita är en spindelart som beskrevs av Simon 1908. Laetesia mollita ingår i släktet Laetesia och familjen täckvävarspindlar.
Artens utbredningsområde är Western Australia. Inga underarter finns listade i Catalogue of Life.